# Западно Сулавеси
Западно Сулавеси е една от провинциите на Индонезия. Населението ѝ е 1 279 994 жители (по преброяване от май 2015 г.), а има площ от 16 787 кв. км. Намира се в часова зона UTC+8.
Религиозният ѝ състав през 2010 г. е: 82,66% мюсюлмани, 14,21% протестанти и други. Провинцията е разделена административно на 5 регентства и е основана през 2004 г.